# Lucas Foster
Lucas de Moraes Foster (São Paulo, 8 de junho de 1984) é um psicólogo, ativista, produtor e empresário brasileiro. Fundou em 2014 o Prêmio Brasil Criativo, reconhecido pelo Ministério da Cultura como a premiação oficial da economia criativa brasileira. Foi idealizador e produtor executivo do documentário Brasil Criativo.DOC, primeira série exclusiva sobre a economia criativa brasileira, com apoio do Ministério do Turismo.
Em 2016, lançou o Dia Mundial da Criatividade, movimento ativista em defesa da criatividade como um direito fundamental para acelerar a solução de problemas econômicos, sociais e ambientais. O movimento tornou-se o embrião para a criação do Festival Mundial da Criatividade, considerado, desde 2021, o maior festival colaborativo de criatividade do mundo.
Em 2022, a Organização Mundial da Criatividade assume a coordenação-geral do Dia Mundial da Criatividade e do Festival Mundial da Criatividade , tendo Foster como sócio-fundador e diretor-geral. 